# Episodi di Desperate Housewives (ottava stagione)
L'ottava e ultima stagione della serie televisiva Desperate Housewives, composta da 23 episodi, è stata trasmessa dal 25 settembre 2011 al 13 maggio 2012 sul canale statunitense ABC.
In Italia, l'ottava stagione è stata trasmessa in prima visione assoluta dal 30 novembre 2011 al 6 giugno 2012 su Fox Life di Sky.
In chiaro, l'ottava stagione è stata trasmessa dal 24 novembre 2012 al 9 febbraio 2013 su Rai 4.
Gli antagonisti principali sono Chuck Vance e Orson Hodge.
| nº | Titolo originale                  | Titolo italiano                   | Prima TV USA      | Prima TV Italia  |
| -- | --------------------------------- | --------------------------------- | ----------------- | ---------------- |
| 1  | Secrets That I Never Want to Know | Un segreto sepolto                | 25 settembre 2011 | 30 novembre 2011 |
| 2  | Making the Connection             | Stabilire un legame               | 2 ottobre 2011    | 7 dicembre 2011  |
| 3  | Watch While I Revise the World    | Segreti svelati                   | 9 ottobre 2011    | 14 dicembre 2011 |
| 4  | School of Hard Knocks             | Lezioni scolastiche               | 16 ottobre 2011   | 21 dicembre 2011 |
| 5  | The Art of Making Art             | Regole di convivenza              | 23 ottobre 2011   | 4 gennaio 2012   |
| 6  | Witch's Lament                    | Paranoia                          | 30 ottobre 2011   | 11 gennaio 2012  |
| 7  | Always in Control                 | Inquietanti segreti               | 6 novembre 2011   | 18 gennaio 2012  |
| 8  | Suspicion Song                    | Debolezze                         | 13 novembre 2011  | 25 gennaio 2012  |
| 9  | Putting It Together               | Ricomponendo i pezzi              | 4 dicembre 2011   | 1º febbraio 2012 |
| 10 | What's to Discuss, Old Friend     | Sensi di colpa                    | 8 gennaio 2012    | 8 febbraio 2012  |
| 11 | Who Can Say What's True?          | I veri amici                      | 15 gennaio 2012   | 15 febbraio 2012 |
| 12 | What's the Good of Being Good     | Relazioni sbagliate               | 22 gennaio 2012   | 22 febbraio 2012 |
| 13 | Is This What You Call Love?       | È questo quello che chiami amore? | 12 febbraio 2012  | 2 maggio 2012    |
| 14 | Get Out of My Life                | Una nuova vita                    | 19 febbraio 2012  | 9 maggio 2012    |
| 15 | She Needs Me                      | Lei ha bisogno di me              | 4 marzo 2012      | 9 maggio 2012    |
| 16 | You Take for Granted              | Fatti scontati                    | 11 marzo 2012     | 16 maggio 2012   |
| 17 | Women and Death                   | Amore e morte                     | 18 marzo 2012     | 16 maggio 2012   |
| 18 | Any Moment                        | Occasioni                         | 25 marzo 2012     | 23 maggio 2012   |
| 19 | With So Little to Be Sure Of      | Risvolti inaspettati              | 1º aprile 2012    | 23 maggio 2012   |
| 20 | Lost My Power                     | Poteri e segreti                  | 29 aprile 2012    | 30 maggio 2012   |
| 21 | The People Will Hear              | Processo a Bree                   | 6 maggio 2012     | 30 maggio 2012   |
| 22 | Give Me the Blame                 | L'amore di una vita               | 13 maggio 2012    | 6 giugno 2012    |
| 23 | Finishing the Hat                 | Fine della storia                 | 13 maggio 2012    | 6 giugno 2012    |

## Un segreto sepolto
- Titolo originale: Secrets That I Never Want to Know
- Diretto da: David Grossman
- Scritto da: Bob Daily

### Trama
È passato un mese dalla cena in cui Carlos ha ucciso Alejandro: Susan, Lynette, Bree e Gabrielle, dopo la fine della festa, hanno seppellito il cadavere nel bosco e si sono ripromesse di non proferirne parola con nessuno. Tuttavia, a distanza di settimane, la vita di ognuna di loro è notevolmente cambiata: il senso di colpa tormenta Susan, chiusasi in sé stessa ed allontanatasi sia dalle amiche, sia da Mike; Lynette è vittima di incubi ricorrenti ed inoltre sta attraversando la sua separazione da Tom, che abita in una dépendance vicino a casa per non far insospettire i figli; Bree vive in allerta continua perché fidanzata con Chuck, un detective di prima categoria; Gabrielle, invece, sorregge Carlos, il quale, pieno di rimorso, sente l’esigenza di confessarsi con un prete. Gabrielle intercetta dunque il parroco della chiesa e lo conduce a casa per permettere a Carlos di confidarsi con lui, ma il prete è categorico sulla sua decisione che Carlos debba rivolgersi alle autorità. Carlos, però, non intende esporre Gabrielle e le sue amiche ad un pericolo del genere, così Gabrielle riesce a rasserenarlo quanto basta dicendogli di essere grata che l’uomo di cui era terrorizzata non sia più un problema. Intanto, a Bree viene in mente di non essersi sbarazzata dell’auto di Alejandro, perciò lei e Gabrielle cercano di rimediare al danno, ma vengono sorprese da Chuck, col quale si giustificano cacciando una marea di scuse. Fortunatamente, l’intricata situazione viene risolta quando Bree rifila la macchina ad un malvivente. Lynette, impaurita da un nuovo incubo, si rifugia tra le braccia di Tom, che spera che il gesto stia a significare un riavvicinamento sentimentale, ma lo stesso non vale per Lynette, quindi i due decidono che è arrivato il momento di comunicare ai figli del loro divorzio. In tutto ciò, un affascinante e ricco uomo di mezz’età, di nome Ben Faulkner, si trasferisce nella vecchia casa di Katherine a Wisteria Lane, attirando fin da subito le attenzioni di Renee, le cui avances vengono stranamente respinte. Susan, dopo una scenata a scuola per il seppellimento di una cavia da laboratorio e preoccupata di come il segreto stia interferendo col suo matrimonio, prende la decisione di rivelare tutto a Mike, ma viene prontamente bloccata da Lynette, Bree e Gabrielle durante l’annuale barbecue dei Solis. Le casalinghe, allora, s’incoraggiano a vicenda per continuare a mantenere il segreto, soprattutto per non coinvolgere i loro cari. In serata, Bree trova nella cassetta della posta un messaggio minatorio identico a quello che indusse Mary Alice al suicidio: "So quello che hai fatto, mi dà la nausea, dirò tutto".
- Guest star: Charles Mesure (Ben Faulkner), Joshua Logan Moore (Parker Scavo), Darcy Rose Byrnes (Penny Scavo), Sam McMurray (Padre Dugan), Wendy Benson (Mrs. Henderson), Tony Plana (Alejandro).
- Ascolti USA: telespettatori 9.930.000 – share 7%[1]

## Stabilire un legame
- Titolo originale: Making the Connection
- Diretto da: Tara Nicole Weyr
- Scritto da: Matt Berry

### Trama
Bree è sconvolta dalla lettera intimidatoria, così, temendo di poter condividere il medesimo destino della defunta Mary Alice, si reca in prigione per chiedere una mano a Paul, il quale mette in dubbio la sincerità delle sue amiche, che erano le sole a conoscenza del biglietto originale. Bree, allora, ne parla con Gabrielle, ma decidono entrambe di tenere acqua in bocca con Susan, Lynette e Carlos, ognuno dei quali ha già i propri problemi personali. Susan, infatti, commette una serie di piccoli crimini di sua spontanea volontà pur di farsi arrestare ed alleggerire il peso che la sta opprimendo, mentre Lynette discute con Tom sul fatto che stia viziando fin troppo i loro figli, perciò lascia a lui il compito di consentire o meno a Parker di partecipare ad una festa poco raccomandabile per testare la sua propensione da padre, ma le risposte vaghe di Tom vengono interpretate come un assenso da Parker. Dopo aver prelevato Parker ubriaco dal party, Lynette e Tom capiscono di dover conciliare l’educazione dei figli con il loro attuale stato di coppia separata. Nel frattempo, Carlos affronta la sua impotenza a letto, dettata dalla sua salute mentale oramai compromessa per ciò che ha fatto, e Gabrielle cerca di ravvivare la loro vita sessuale assumendo una spogliarellista per eccitarlo, ma non è abbastanza. Per fortuna, Carlos riesce a trovare una valvola di sfogo in Susan, soffocata come lui dal senso di colpa. Intanto, Ben, agente immobiliare, propone a Mike di lavorare per lui in un grosso affare edilizio, ignorando del passato da carcerato di Mike. Grazie a quest’ultimo, Renee tenta di fare breccia nel cuore di Ben dimostrandosi una buona persona a cui piace aiutare gli anziani, per cui Ben la porta in una mensa per anziani per sbeffeggiarla. L’occasione, per quanto tragicomica, permette a Renee e Ben di capire una cosa che hanno in comune: una vita passata a stenti. Bree riceve una telefonata da Paul, che si è ricordato di aver menzionato la lettera di Mary Alice ad un agente di polizia dopo essersi professato colpevole nell’omicidio di Martha Huber, e Bree scopre che il detective in questione è proprio Chuck. 
- Guest star: Kathryn Joosten (Karen McCluskey), Charles Mesure (Ben Faulkner), Joshua Logan Moore (Parker Scavo), Darcy Rose Byrnes (Penny Scavo), Mason Vale Cotton (M.J. Delfino), Mark Moses (Paul Young), Jillian Nelson (Dakota).
- Ascolti USA: telespettatori 9.160.000[2]

## Segreti svelati
- Titolo originale: Watch While I Revise the World
- Diretto da: David Warren
- Scritto da: John Paul Bullock III

### Trama
Mike osserva un incontro fugace notturno tra Susan e Carlos, e comincia ad ipotizzare che la moglie lo stia tradendo col suo migliore amico, ma in effetti tra i due è nata un’intesa legata al fatto che entrambi si vedono tanto frequentemente da esternare a vicenda i rispettivi stati d’animo per l’occultamento dell’omicidio di Alejandro. Mentre sta scontando la pena per aver aggredito un poliziotto in lavori socialmente utili, Susan viene raggiunta da Carlos, ma tutti e due vengono a loro volta avvistati da Mike, il quale, istintivamente, tira un pugno a Carlos. Conseguentemente, Susan e Carlos decidono di comune accordo di confessare la verità a Mike, che non pare prenderla affatto bene. Intanto, Lynette riceve la visita di sua sorella minore Lydia, che stavolta si presenta accompagnata dall’ennesimo fidanzato, chiamato Rashi, un istruttore di yoga. Lynette è convinta che Lydia, come al solito, non sappia gestire una relazione e che le stia rinfacciando la fine della storia con Tom, ma Rashi, avendo ascoltando la pesante litigata tra le due sorelle, decide di andar via senza Lydia. Tuttavia, Lynette rintraccia Rashi e lo persuade a dare una seconda possibilità a Lydia, che sta cambiando esclusivamente per lui, così Lynette può davvero instaurare un rapporto fraterno con sua sorella. Non essendo pratico in materia femminile, Lee scongiura Renee di comprare un reggiseno per sua figlia Jenny, che comincia ad affezionarsi molto a Renee, soprattutto perché percepisce in lei la figura materna che non ha, suscitando l’invidia di Lee, ma Renee riesce a calmarlo ribadendogli di essere un buon padre per Jenny, assieme anche a Bob. Nel frattempo, Bree sospetta che Chuck sia il mandante della lettera minatoria e, frugando nella sua ventiquattrore, rinviene una fotografia della sua mano ed una busta intestata a lei, facendole credere che l’uomo stia cercando delle prove da usare contro di lei. Una sera, Chuck porta Bree in un locale, ma la donna, con la partecipazione di Gabrielle, riesce a mettere le mani sulla busta, al cui interno non c’è nient’altro che un anello di fidanzamento. Bree, però, nutre dei dubbi su un possibile matrimonio con Chuck e così lo anticipa troncando la loro relazione, ma Chuck, su tutte le furie e sentitosi ingannato, decreta che in futuro troverà la maniera di vendicarsi di Bree.
- Guest star: Kevin Rahm (Lee McDermot), Sarah Paulson (Lydia Lindquist), Christopher Gartin (Herbert "Rashi" Brickmeyer).
- Ascolti USA: telespettatori 8.630.000[3]

## Lezioni scolastiche
- Titolo originale:School of Hard Knocks
- Diretto da: David Grossman
- Scritto da: Marco Pennette

### Trama
Dopo aver guadagnato il perdono di Mike sul segreto che ha offuscato insieme alle sue amiche, Susan smette di autocommiserarsi e s’iscrive ad un corso d’arte tenuto dal prestigioso maestro Andre Zeller. Purtroppo, Zeller ritiene i dipinti di Susan degni di una casalinga banale e annoiata che vede il mondo con gli occhi dell’innocenza, ma Susan dà in escandescenza e dimostra a Zeller quanto cupa, frustrata e arrabbiata si senta e di come abbia la necessità di scaricarsi nell’arte. Zeller, impressionato da questo nuovo lato di Susan, l’ammette nella sua classe, augurandosi che l’ira della donna riaffiori. Gabrielle dichiara guerra a Dana, odiosa madre snob che presiede il consiglio dei genitori nella scuola di Juanita che le revoca il pass per il parcheggio principale all’entrata dell’istituto poiché Gabrielle non rispetta la coda delle altre automobili. Gabrielle viene quindi relegata in un parcheggio secondario in cui assembla le madri che hanno subito la sua stessa ingiusta sorte per insorgere contro l’autorità di Dana, la quale, però, riesce comunque ad averla vinta corrompendo le altre. Gabrielle continua a sfidare apertamente Dana, tanto da investirla accidentalmente all’uscita da scuola. In ospedale, Dana si vendica di Gabrielle nominandola nuova rappresentante dei genitori, per il cui incarico non potrà più avere tempo libero per sé e per i suoi amici e parenti. Intanto, Renee fa notare a Lynette che il recente comportamento di Tom suggerisce che l’uomo stia frequentando un’altra donna. Tramite la figlia Penny e il suo tablet, Lynette immagina che Tom abbia intrecciato una relazione con una giovanissima istruttrice di stretching, Chloe, così assiste ad una sua lezione, in compagnia di Renee, per studiarla. Alla fine, però, Tom rivela a Lynette che in realtà colei che sta frequentando non è Chloe, bensì sua madre Jane. Nel frattempo, Bree ospita in casa sua figlia Danielle, reduce da un matrimonio fallito col suo ex marito Leo, e il nipotino Benjamin. Spronata dalla madre a cercare di rimettersi in carreggiata, Danielle ha un’illuminazione che la porta a chiedere un finanziamento da Bree per avviare una nuova attività di vendita di attrezzatura sportive online, ma Bree capisce, grazie a Renee, che gli aggeggi distribuiti dalla figlia sono delle “Altalene del sesso”. Volendo essere più comprensiva nei confronti di Danielle, che sta passando un brutto periodo, Bree decide di appoggiarla fino in fondo. Frattanto, mentre è alla centrale a rimuginare sulla rottura con Bree, Chuck incomincia a lavorare su diversi casi di persone scomparse, e, per ironia della sorte, il fascicolo di Alejandro è in cima alla lista. 
- Guest star: Darcy Rose Byrnes (Penny Scavo), Andrea Parker (Jane), Joy Lauren (Danielle Katz), Beth Littleford (Dana), Jillian Armenante (Rachel), Michael Dempsey (Detective Murphy), Lindsey Stoddart (Melissa), Miguel Ferrer (Andre Zeller).
- Ascolti USA: telespettatori 8.270.000[4]

## Regole di convivenza
- Titolo originale: The Art of Making Art
- Diretto da: Lonny Price
- Scritto da: Dave Flebotte

### Trama
Zeller lancia l’idea di far dipingere i propri studenti interamente nudi per ispirarli, e Susan, che inizialmente si rifiuta di essere messa in ridicolo, viene convinta da Mike a non dargliela vinta, così si presenta a lezione completamente nuda, salvo poi scoprire che Zeller ha annullato la sua pensata. Amareggiata e visibilmente imbarazzata, Susan abbandona maldestramente il corso di Zeller, il quale, successivamente, le fa visita per persuaderla a ritornare a seguire le sue lezioni perché affascinato da lei. Intanto, Lynette non tollera che Tom si sia rimesso sul mercato e abbia una nuova relazione, perciò esce in un bar con Renee alla ricerca di un uomo da abbordare. Proprio quando la serata non accenna a prendere la direzione giusta, Lynette conosce Scott, un fresco divorziato. I due si lasciano andare alla passione nell’appartamento di Scott, ma Lynette, dopo aver rischiato di perdere la sua fede nuziale, capisce di non poter andare a letto con un altro e si congeda da Scott. Gabrielle non prende seriamente il suo nuovo ruolo di coordinatrice delle attività scolastiche, così le mamme del comitato, odiando la sua superficialità, si sentono offese, ma Gabrielle, pur di farsi perdonare, mette a loro disposizione il suo staff di bellezza per tranquillizzarle. Le donne, ad ogni modo, mollano tutto il lavoro nell’organizzazione di un evento della scuola a Gabrielle. Nel frattempo, Mike minaccia Carlos di stare alla larga da Susan dopo averla segnata a vita con la storia dell’omicidio di Alejandro, e Carlos cede alle lusinghe dell’alcol, poi si reca a scuola da Gabrielle, ubriaco, per aiutarla coi preparativi. Le mamme, però, mosse dalla compassione per l’evidente problema con l’alcol di Carlos, sgravano Gabrielle dalla fatica della festa. Il Reverendo Sikes chiede a Bree di occuparsi di qualcosa di caritatevole in favore della comunità cristiana, dunque Bree comincia a lavorare nella mensa dei poveri di Ben, dove il suo cibo di alta classe attira gente tutt’altro che povera. Bree, ammonita dal Reverendo Sikes, manda via gli avventori con la sua arte del discorso, e Ben, toccato dalla incredibile capacità dialettica di Bree, la prega di intervenire in un consiglio comunale al fine di far autorizzare il suo progetto edile di costruzione di case popolari. Bree riesce brillantemente nel suo dovere, tanto che Ben le mostra l’area dei lavori: Bree rimane a bocca aperta nello scoprire che il luogo è esattamente la zona di bosco in cui è seppellito il cadavere di Alejandro.
- Guest star: Kevin Rahm (Lee McDermot), Charles Mesure (Ben Faulkner), Richard Ruccolo (Scott), Dakin Matthews (Reverendo Sikes), Jillian Armenante (Rachel), Randee Heller (Karen), Lindsey Stoddart (Melissa), Frank Crim (Donnie), Miguel Ferrer (Andre Zeller).
- Ascolti USA: telespettatori 9.170.000[5]

## Paranoia
- Titolo originale: Witch's Lament
- Diretto da: Tony Plana
- Scritto da: Annie Weisman

### Trama
Susan viene scelta da Zeller come sua stagista, ma, contrariamente alle sue aspettative, le viene concesso solamente di fare da babysitter a suo figlio Jasper, mentre Zeller ultima il suo ultimo quadro per una mostra d’arte. Susan si accorge della solitudine in cui vive Jasper, così lo invita ad unirsi a lei ed MJ per Halloween, e riesce anche ad obbligare Zeller sequestrandogli il dipinto. Zeller spiega a Susan che essere un pittore comporta un prezzo da pagare, ossia rinunciare a qualsiasi affetto, incluso quello per il figlio. Intanto, Renee ingerisce delle gocce eccitanti per un’intensa attività sessuale in modo da conquistare Ben, ma purtroppo è allergica al prodotto e viene ricoverata all’ospedale. Nonostante l’andazzo della serata, Renee e Ben si dichiarano innamorati l’uno dell’altra. Lynette non accetta il fatto che Jane, la fidanzata di Tom, cuci il vestito di Halloween per Penny, così si offre lei stessa di realizzarglielo, ma, non essendone capace, Lynette ne acquista uno in un negozio spacciandolo per un lavoro suo. L’abito, però, è decisamente inappropriato per una ragazzina, e Jane aiuta Lynette a rammendare una gonna che lo renda meno osceno. Lynette chiede a Jane di lasciar stare Tom per non rovinare il loro matrimonio, ma Jane risponde negativamente alla richiesta e va via indignata. Nel frattempo, Carlos prende parte alle sedute degli alcolisti anonimi, mentre Bree, dopo aver tentato in qualsiasi modo di dissuadere Ben dall’eseguire i lavori del suo progetto edile nell’area boscosa dov’è seppellito il corpo di Alejandro, decide di dissotterrare il cadavere e gettarlo nel lago adiacente. La notte di Halloween, così, Lynette, Bree e Gabrielle, senza interpellare Susan e Carlos, si dirigono nella foresta, ma vengono inseguite da un individuo sconosciuto: riuscite a scampargli, Lynette, Bree e Gabrielle scoprono con orrore che il cadavere di Alejandro è scomparso. 
- Guest star: Charles Mesure (Ben Faulkner), Darcy Rose Byrnes (Penny Scavo), Mason Vale Cotton (M.J. Delfino), Andrea Parker (Jane), Scott Lawrence (Allen), Miguel Ferrer (Andre Zeller), Mason Cook (Jasper).
- Ascolti USA: telespettatori 9.280.000[6]

## Inquietanti segreti
- Titolo originale: Always in Control
- Diretto da: Jeff Greenstein
- Scritto da: Jeff Greenstein

### Trama
Di ritorno dal bosco dove hanno scoperto che il cadavere di Alejandro è già stato riesumato, Lynette, Bree e Gabrielle s’interrogano su chi possa averle precedute e puntano il dito contro Susan, che fin da subito ha manifestato segni di insofferenza per il loro crimine. Lynette, nel frattempo, è gelosa del crescente rapporto tra Jane e Penny, così allontana la figlia dalla donna facendo apparire Jane come un’intrusa che ha demolito la loro famiglia, ma, di conseguenza, Penny si rifiuta anche di passare del tempo con il padre Tom. Pentitasi, Lynette riesce a far capire a Penny che Tom non ha smesso di amare lei. Intanto, messi davanti alla prospettiva di una loro futura incarcerazione, Gabrielle e Carlos decidono di designare i tutori di Juanita e Celia, perciò optano per Bob e Lee, i quali, però, sono contrari poiché mal sopportano le maniere rozze e violente delle bambine. Gabrielle e Carlos organizzano quindi una cena con Bob e Lee per dimostrare loro che le figlie sono cambiate in meglio, ma l’armonia della serata s’interrompe quando compare una scritta che denigra le persone omosessuali fatta da Juanita, preoccupata che stia per accadere qualcosa di brutto ai genitori. Gabrielle rassicura Juanita e le promette che mai niente e nessuno potrà separarli. Prima di poter affrontare l’argomento su Alejandro con Susan, Bree viene a sapere da Mike che i lavori al cantiere di Ben sono stati bloccati a causa del ritrovamento di un cadavere, disseppellito dai suoi operai. Bree cerca di convincere Ben, che non ha ancora avvertito la polizia, a disfarsi del corpo, dal momento che potrebbe giovargli, altrimenti sarebbe costretto a sospendere il progetto e perderebbe molti soldi, ma l’uomo non vuole rischiare di essere accusato di occultamento. A questo punto, una Bree disperata confessa tutto a Ben nella vana speranza che possa aiutarla, ma solo in un secondo momento, quando Chuck importuna Bree chiedendole se avesse mai visto Alejandro, il cui caso di scomparsa è tra i primi in circolazione, Ben acconsente ed ordina a Mike di liberarsi del corpo. Durante un incontro tra le casalinghe, tuttavia, il gruppo si sgretola: Susan si arrabbia per non essere stata messa al corrente sulla faccenda del cadavere, così come Lynette s’infuria quando scopre che Bree e Gabrielle l’hanno tenuta all’oscuro sulla lettera minatoria. Susan sfoga la propria collera dipingendo un quadro dai caratteri inquietanti e angoscianti, riuscendo persino a sbigottire Zeller: la scena raffigura infatti Susan, Lynette, Bree e Gabrielle nell’atto di seppellire il cadavere di Alejandro nella foresta.
- Guest star: Charles Mesure (Ben Faulkner), Tuc Watkins (Bob Hunter), Kevin Rahm (Lee McDermott), Darcy Rose Byrnes (Penny Scavo), Andrea Parker (Jane), Miguel Ferrer (Andre Zeller).
- Ascolti USA: telespettatori 8.780.000[7]

## Debolezze
- Titolo originale: Suspicion Song
- Diretto da: Jennifer Getzinger
- Scritto da: David Schaldweiler

### Trama
Carlos è nuovamente ubriaco e Gabrielle decide di sostituirlo sul lavoro, ma riscontra dei problemi con Frank Sweeney, irascibile cliente di Carlos. A salvare la situazione ci pensa il giovane Geoffrey, manager della compagnia di Carlos, il quale segnala a Gabrielle dell’indole spietata di Geoffrey, in scadenza di contratto e volenteroso di soffiargli via i clienti. Nella discussione che ne deriva tra Gabrielle e Geoffrey, emerge la dipendenza dall’alcol di Carlos, così Sweeney, avendo superato la sua brutta stessa fase, lo induce ad aggregarsi in un gruppo di riabilitazione. Intanto, ricorre il 22º anniversario di matrimonio di Lynette e Tom. Lynette riceve inaspettatamente un mazzo di fiori a nome di Tom e le si accende un barlume di speranza in una loro eventuale riconciliazione, perciò si prepara per bene ed entra nel suo appartamento, dove, tuttavia, arrivano Tom e Jane. Tom chiarisce l’equivoco dei fiori con Lynette, perché, in passato, si era accordato col fioraio per farglieli recapitare ogni anno lo stesso giorno. Ritornata a casa distrutta, Lynette si toglie finalmente la fede nuziale che ostinatamente portava al dito. Bree, nel frattempo, è continuamente sorvegliata da Chuck, che ha motivo di sospettare di lei e delle sue amiche nella sparizione di Alejandro dopo che è riuscito a ricollegare l’auto dell’uomo con quella che Bree e Gabrielle avevano tanta fretta di rimuovere. Bree vorrebbe parlare delle indagini di Chuck con Gabrielle, ma esita per non appesantire ulteriormente Gabrielle, già indaffarata con Carlos. Felix Bergman, un critico d’arte invitato da Zeller a giudicare i quadri dei suoi alunni, rimane folgorato dal dipinto di Susan e la sollecita ad esporlo nella sua galleria, ma Susan, che naturalmente non ha intenzione di mostrare il quadro che incastrerebbe lei e le altre nella morte di Alejandro, declina l’offerta. Zeller e Bergman, purtroppo, illustrano comunque il quadro di Susan, che chiama in suo soccorso Bree e Gabrielle per comprarlo assieme a suoi altri dipinti minori che immortalano oggetti, quali il cadavere nella cassapanca della festa e il candelabro usato da Carlos per uccidere Alejandro. Sul posto sopraggiunge anche Chuck, che adesso è sempre più convinto nella colpevolezza di Bree e delle amiche, alle quali avvisa di essere vicinissimo alla risoluzione del mistero: il gruppo delle casalinghe, già privo di Susan e Lynette, perde pure Gabrielle, irritata con Bree per non averle detto della minaccia di Chuck. Mentre Carlos si distacca dal baratro dell’alcolismo, Bree, oramai sola senza le sue amiche, sembra pericolosamente ricaderci un’altra volta.
- Guest star: Darcy Rose Byrnes (Penny Scavo), Andrea Parker (Jane), Leslie Jordan (Felix Bergman), H. Richard Greene (Frank Sweeney), Jeremy Glazer (Geoffrey Mathers), Miguel Ferrer (Andre Zeller).
- Ascolti USA: telespettatori 9.290.000[8]

## Ricomponendo i pezzi
- Titolo originale: Putting It Together
- Diretto da: David Warren
- Scritto da: Sheila Lawrence

### Trama
Chuck sottopone Susan, Lynette e Gabrielle ad una sorta di interrogatorio preliminare al commissariato. Dato che ciascuna di loro palesa evidenti segnali di nervosismo, Chuck sente di starsi avvicinando all’ultimo tassello del puzzle. Gabrielle, la quale aveva affermato a Chuck che Carlos ha iniziato a bere per rifugiarsi dal senso di colpa di averla tradita, s’introduce nella clinica in cui il marito è in cura per dirgli cosa dovrà riferire a Chuck qualora lo interrogasse. Capendo che l’indagine di Chuck porterà a galla tutta la verità, Susan chiede a Bergman di anticiparle i soldi incassati dalla vendita dei suoi quadri con cui ha in mente di staccare provvisoriamente la spina da Wisteria Lane, ma poi Susan arriva ad accettare addirittura un’offerta di lavoro a New York, malgrado Mike sia contrariato. Nel frattempo, Lynette, allarmata al pensiero di essere sbattuta in cella lasciando i propri figli da soli, accorre da Tom, in procinto di partire per un viaggio romantico a Parigi con Jane, e gli svela il suo segreto. Tom decide allora di annullare il viaggio, con grande delusione di Jane. Ora che è stata abbandonata anche dalle sue migliori amiche, Bree ricasca nella sua vecchia assuefazione per l’alcol e, il mattino seguente ad una sbronza, capisce che è stato Ben a badare a lei. Renee, scorgendo Bree e Ben abbracciarsi, incomincia ad avere il timore che Ben la stia tradendo. Chuck comunica dapprima a Gabrielle di aver scoperto che Alejandro, il cui vero nome è Ramon Sanchez, faceva parte del suo passato e la convoca l’indomani mattina per un colloquio alla centrale, e poi a Ben che il suo cantiere arresterà i lavori poiché risulta che l’ultima chiamata dal cellulare di Alejandro proviene dalla foresta. Proprio nell’attimo in cui telefona Bree, Chuck viene improvvisamente investito da un’auto in corsa, mentre la clinica informa Gabrielle della fuga di Carlos. Infine, una desolata Bree prenota una stanza in un motel, portando con sé una pistola e una bottiglia di vino, per compiere il proprio suicidio. Evidentemente ubriaca, Bree s’immagina un dialogo mentale con la sua cara amica defunta Mary Alice.
- Guest star: Kathryn Joosten (Karen McCluskey), Charles Mesure (Ben Faulkner), Leslie Jordan (Felix Bergman), Andrea Parker (Jane), Ruby Lewis (Chloe).
- Ascolti USA: telespettatori 8.069.000[9]

## Sensi di colpa
- Titolo originale: What's To Discuss, Old Friend
- Diretto da: David Grossman
- Scritto da: Wendy Mericle

### Trama
Bree è sul punto di suicidarsi nell’esatta maniera di Mary Alice, quando irrompe nella sua stanza Renee, che l’aveva pedinata convinta che s’intrattenesse con Ben. Dinanzi ad una Bree sconvolta, emotivamente fragile e molto confusa, Renee decide di prendersi cura di lei trasferendosi in casa sua. La mattina successiva, la notizia sulla morte di Chuck si diffonde in tutta Fairview, e per le casalinghe sembra essere la loro chance di ritornare alla normalità, eccetto per Susan, che ancora non si dà pace. Intanto, Gabrielle cerca dappertutto Carlos, irreperibile dalla sera precedente, finché non lo ritrova ubriaco fradicio in casa e carente di ricordi, perciò a Gabrielle spunta l’atroce sospetto che Carlos abbia investito Chuck di proposito. Tom assume Bob come legale per difendere Lynette in una probabile incriminazione, senza sapere della dipartita di Chuck, per questo anche Bob viene a conoscenza del loro segreto. Durante il funerale di Chuck, Renee confida a Bree di essersi attaccata a lei perché da bambina non fu in grado di evitare che la madre si suicidasse, da cui sboccia una sincera e profonda amicizia tra le due donne, mentre Gabrielle e Carlos vengono avvicinati da un agente di polizia che rivela loro che Carlos, la sera prima, era andato alla centrale per confessare di aver aggredito qualcuno con un candelabro, ma Gabrielle riesce a tirarsene fuori spiegando che si era trattato solamente di uno screzio coniugale; per lo meno, entrambi hanno la certezza che Carlos non abbia ucciso Chuck, anche perché la sua auto verrà poi rinvenuta intatta nel parcheggio del commissariato. Susan, mediante una chiacchierata con una parente di Chuck, comprende cosa deve fare per liberarsi dal senso di colpa: partire per l’Oklahoma, terra d’origine di Alejandro, e assicurarsi che i suoi familiari stiano bene. Dopo una piacevole serata in famiglia, Lynette incalza Tom a raggiungere Jane a Parigi com’è giusto che sia. In mattinata, invece, Bree riceve un’altra lettera anonima con su scritto "Prego", in chiara allusione all’omicidio di Chuck. 
- Guest star: Kathryn Joosten (Karen McCluskey), Tuc Watkins (Bob Hunter), Joshua Logan Moore (Parker Scavo), Darcy Rose Byrnes (Penny Scavo), Lee Meriwether (Doris), Michael Dempsey (detective Murphy), Robert Reinis (Detective).
- Ascolti USA: telespettatori 8.084.000[10]

## I veri amici
- Titolo originale: Who Can Say What's True?
- Diretto da: Larry Shaw
- Scritto da: Brian Tanen

### Trama
Gabrielle deve tener fronte ad una delicata cena di lavoro per conto di Carlos, ritornato in riabilitazione, ma, non essendo pratica nel suo mestiere, si lascia insegnare da Lynette, la quale, però, getta la spugna contro l’atteggiamento poco serio di Gabrielle, che infatti non porta a termine la sua missione. Lynette insiste nel voler riparare la luce della cucina, compito di solito affibbiato a Tom, ma nel farlo provoca diversi danni alla casa che imbestialiscono i figli Parker e Penny, e capisce che sono state le sue manie di controllo a frantumare il rapporto con Tom. Intanto, Susan mette piede in Oklahoma e finge di essere interessata all’acquisto della casa della famiglia di Alejandro, versata in condizioni economiche pietose e composta da sua moglie Claudia e la figlia adolescente di quest’ultima Marisa. Dopo aver staccato un assegno sostanzioso per Claudia in un atto di solidarietà, Susan intuisce che Marisa sia stata vittima degli abusi di Alejandro proprio come successe con Gabrielle, così la rassicura con la promessa che Alejandro non farà mai più ritorno. Susan riparte alla volta di Wisteria Lane, ma Claudia, una volta che Marisa le riporta le parole di Susan su Alejandro, s’insospettisce e pianifica di raggiungere la donna a Fairview. Nel frattempo, Mike sconsiglia vivamente a Ben di ricorrere agli strozzini per racimolare i soldi che, con i lavori a rilento del cantiere, faticano ad arrivare, così, da una chiacchierata insieme a Mike, Ben scopre dell’enorme patrimonio di Renee e decide di servirsene a proprio vantaggio. Lynette e Gabrielle, frattanto, insinuano che Bree si sia scritta le lettere minatorie da sola, perciò Renee l’accompagna a svagarsi in un locale, dove Bree, in preda al senso di solitudine e all’alcol, aggancia un uomo con cui passa metà serata, conclusasi in maniera agrodolce. Essendosi divertita più di quanto pensasse, Bree torna nuovamente al bar la sera successiva e si lancia verso una nuova avventura occasionale, mentre qualcuno di misterioso la osserva da una macchina.
- Note: Charles Mesure entra a far parte dei cast regolare da questo episodio nel ruolo di Ben Faulkner.
- Guest star: Joshua Logan Moore (Parker Scavo), Darcy Rose Byrnes (Penny Scavo), Justina Machado (Claudia Sanchez), Rick Peters (Bradley), Daniela Bobadilla (Marisa Sanchez), Edie McClurg (Connie Thomas), Jacqueline McKenzie (Alexandra).
- Ascolti USA: telespettatori 7.910.000[11]

## Relazioni sbagliate
- Titolo originale: What's the Good of Being Good
- Diretto da: Ron Underwood
- Scritto da: Jason Ganzel

### Trama
Renee combina un appuntamento romantico tra Lynette e il suo parrucchiere di fiducia Frank, anche lui separato, ma Lynette rovina la piacevole serata discutendo di argomenti poco gradevoli, come la mansione non tanto redditizia di Frank, il quale, per vendicarsi di Renee per avergliela fatta conoscere, le accorcia male i capelli in vista di una sua serata importante con Ben, ossia quella in cui l’uomo dovrebbe chiedere Renee in sposa soltanto per accaparrarsi la sua fortuna economica. Ben, però, si tira indietro all’ultimo minuto per non ferire Renee, che, in un modo o nell’altro, scopre della vera intenzione di Ben e lo pianta in asso profondamente delusa. Successivamente, Ben s’incontra in privato con uno strozzino, che gli presta una grossa somma di denaro e che lo avverte delle possibili ripercussioni ai suoi danni se non verrà ripagato nei tempi prestabiliti. Intanto, Claudia si presenta a casa di Susan, sicura che questi abbia una relazione extraconiugale con suo marito Ramon (il presunto nome di Alejandro). Claudia tappezza quindi l’intero quartiere con dei volantini che diffamano la figura di Susan, dipinta come una sfasciafamiglie, così Gabrielle, dopo aver saputo da Susan che Marisa, figliastra di Alejandro, ha dovuto fronteggiare la sua medesima sorte di quando era una ragazzina, invita Claudia da lei per parlarle. Claudia, tuttavia, non crede alla versione della storia di Gabrielle secondo cui Alejandro era un pedofilo, finché Marisa, persuasa da Susan, non conferma alla madre di aver subito anch’essa le molestie sessuali di Alejandro. In questo modo, Claudia e Marisa ritornano in Oklahoma, non prima che Claudia ringrazi Gabrielle per averle aperto gli occhi e, notando una macchia di sangue nel soggiorno che Gabrielle sta ristrutturando e dov’è stato commesso l’omicidio di Alejandro, le chieda di prestare attenzione a mantenere il segreto. Nel frattempo, la vita di Bree prosegue nella sua spirale discendente, tant’è che ogni sera accalappia un uomo diverso da portarsi a letto. Karen, individuando il problema di Bree, contatta il Reverendo Sikes affinché intervenga, ma Bree risponde in malo modo al pastore, che dunque la esenta dalla carica di presidentessa della comunità religiosa. Bree presenzia ugualmente ad un appuntamento conviviale come se nulla fosse, venendo apostrofata dalla moglie di uno degli uomini con cui si è intrattenuta, ma Bree, non provando alcun briciolo di vergogna, lascia la parrocchia e decide di vivere la sua nuova esistenza alla luce del sole.
- Guest star: Kathryn Joosten (Karen McCluskey), Mason Vale Cotton (M.J. Delfino), Justina Machado (Claudia Sanchez), Dakin Matthews (reverendo Sikes), Patrick Fabian (Frank), Daniela Bobadilla (Marisa Sanchez), Cameron Mathison (Greg), Jeff Corbett (Don).
- Ascolti USA: telespettatori 7.048.000[12]

## È questo quello che chiami amore?
- Titolo originale: Is This What You Call Love?
- Diretto da: David Grossman
- Scritto da: David Schladweiler e Valérie A. Brotski

### Trama
Julie torna in visita a Wisteria Lane dalla madre Susan con una grande sorpresa: è incinta da più di 6 mesi. Susan è eccitata all’idea di diventare presto nonna, ma Julie, vista l’assenza del padre della bambina che si è sottratto alle sue responsabilità e la sua specializzazione all’università, intende dare il nascituro in adozione. Contrariata, Susan boicotta una cena d’invito tra Julie ed un’aspirante coppia adottiva, così Julie, furiosa, ammette di non voler crescere la sua bambina da madre single perché memore dei suoi ricordi d’infanzia passata a prendersi cura di Susan dopo la separazione da Karl che l’aveva emotivamente distrutta. Julie riesce poi a riappacificarsi con Susan, ma mantiene salda la sua decisione sul futuro della figlia. Nel frattempo, Juanita ha la sua prima cotta per un compagno di classe, Ryan, che però non la contraccambia, perciò Gabrielle, soffrendo nel vedere Juanita a pezzi, le scrive una lettera di San Valentino intestandola a nome di Ryan. A scuola, Juanita bacia Ryan con la forza, ma l’evento rischia di farla espellere, pertanto Gabrielle rivela la verità a Juanita, la quale pretende anche di sapere dove si trovi realmente suo padre Carlos. Realizzando che Juanita è davvero maturata rispetto alla bambina di una volta, Gabrielle decide di confessarle ogni cosa e l’accompagna alla clinica di riabilitazione da Carlos. Intanto, Lynette e Frank ci riprovano con la loro relazione, ma il loro appuntamento finisce nuovamente in tragedia quando Lynette, che ha ancora vivo il ricordo di Tom, non si lascia trasportare e addirittura scoppia a piangere durante un rapporto sessuale con Frank. Quest’ultimo, diversamente dalle previsioni di Lynette, le promette di andarci piano d’ora in poi per concederle il tempo di metabolizzare la sua separazione da Tom. L’atteggiamento così disinibito e ormai senza alcun ritegno di Bree incuriosisce non poco Susan, Lynette e Gabrielle, fino a che Renee, ignara del passato da alcolista di Bree, non si lascia sfuggire con Lynette di averla portata a bere in più di un’occasione. Susan, Lynette e Gabrielle, capendo di essere state in parte colpevoli per aver trattato male Bree, cercano di agire presentandosi in casa sua dopo che la donna rientra con l’ennesimo uomo. Tuttavia, Bree, nonostante sia ubriaca, è abbastanza lucida dal rinfacciare loro quanto siano state egoiste e ingiuste con lei che si è sempre fatta carico di tutta la faccenda sull’occultamento del cadavere di Alejandro. Di nuovo al bar, Bree viene accostata da un uomo in vena di smancerie, ma Bree, non essendo dell’umore giusto, lo respinge, scatenando la rabbia dell’uomo, che l’aggredisce al di fuori del locale. Fortunatamente, l’intervento in extremis di Orson, chiamato a raccolta da Susan, Lynette e Gabrielle, neutralizza il delinquente servendosi di una pistola elettrica, poi accetta di aiutare Bree a risistemare la sua vita.
- Guest star: Andrea Bowen (Julie Mayer), Patrick Fabian (Frank), John Rubinstein (Preside Hobson), Mark Totty (Ryan), Kyle MacLachlan (Orson Hodge).
- Ascolti USA: telespettatori 6.400.000[13]

## Una nuova vita
- Titolo originale: Get Out of My Life
- Diretto da: James Hayman
- Scritto da: Cindy Appel

### Trama
Susan è determinata a scoprire l’identità del padre della bambina di Julie, così spia la figlia in un bar in compagnia del ragazzo in questione: è nientepopodimeno che Porter Scavo, ritornato a convivere col gemello Preston dalla madre Lynette. Quest’ultima reagisce tutt’altro che contenta alla notizia, poiché Porter è stato da sempre un irresponsabile, ma specialmente perché non vuole sperimentare ancora una volta una vita all’insegna di pappe e pannolini. Susan offre il suo sostegno a Porter in una possibile riconsiderazione di Julie sull’adozione della piccola. Intanto, Gabrielle ospita da lei il vecchio Roy, inspiegabilmente cacciato di casa da Karen. Sulle prime, Gabrielle non ne è elettrizzata, ma deve ricredersi quando trova in Roy una fonte di sapienza e disciplina verso le indomabili Juanita e Celia, perciò manda a monte un tentativo di riconciliazione tra Karen e Roy. Contemporaneamente, però, a Karen viene diagnosticata una metastasi di cancro al cervello irreversibile, ragion per cui ha allontanato da sé Roy per non fargli rivivere un’esperienza analoga a quella della sua prima moglie. Ben, vessato dai debiti contratti dal suo patto con lo strozzino, arriva ad incendiare il proprio cantiere edile per riscuotere i soldi dell’assicurazione, ma viene fermato giusto in tempo da Mike, il quale scorta Ben all’ospedale dopo un lieve malore. Mike notifica Renee dei problemi economici di Ben, e così Renee, andando contro l’orgoglio di Ben, decide di saldare il suo debito da sola. Nel frattempo, Bree si apre con Orson, rimasto al suo fianco, circa quanto successo col patrigno di Gabrielle, ma Orson, anziché arrabbiarsi con lei, s’irrita per come Susan, Lynette e Gabrielle l’abbiano usata e poi abbandonata, infatti mette zizzania tra Bree e le amiche, dimostrando di non essere stato avvertito da loro sul fatto che Bree fosse in pericolo. Orson propone quindi a Bree di partire per un paio di settimane in una casa nel Maine recentemente ereditata da una sua parente deceduta, e riesce a separarla ulteriormente dalle altre attestando verità e affermazioni fasulle sul loro conto. Quando racconta a Bree di come sia stato capace di rinascere, Orson rievoca degli aneddoti, mostrati sotto forma di flashbacks: potendo guidare anche se da paralizzato, Orson intraprese un nuovo percorso che lo condusse a pedinare Bree, di cui è segretamente ossessionato, ed assistette a vari retroscena della sua vita, quali i suoi incontri con Chuck e la sera dell’omicidio di Alejandro; conseguentemente, Orson comprova di essere il mittente delle lettere minatorie recapitate a Bree. 
- Guest star: Kathryn Joosten (Karen McCluskey), Charles Carver (Porter Scavo), Andrea Bowen (Julie Mayer), Orson Bean (Roy Bender), Max Carver (Preston Scavo), Robert Pine (Dr. Delson), Kyle MacLachlan (Orson Hodge).
- Ascolti USA: telespettatori 7.650.000[14]

## Lei ha bisogno di me
- Titolo originale: She Needs Me
- Diretto da: Randy Zisk
- Scritto da: Jason Ganzel

### Trama
Esaltata dal poter badare alla sua nipotina quando nascerà, Susan mette a disposizione la vecchia camera da letto di Julie per allestire una nursery, mentre la stessa Julie, tuttora arrabbiata con la madre per averle negato l’adozione, si assenta da Wisteria Lane. Lynette viene lasciata tranquilla da Tom, che porta via con sé i figli per un bel po' di tempo, suscitando in lei un senso di smarrimento che le fa capire che il suo ruolo di madre è l’unica cosa che abbia importanza. Infatti, Lynette occupa il suo tempo da Susan, ma tra le due le cose incominciano a riscaldarsi quando litigano per qualsiasi dettaglio sulla bambina. Mike e Tom riusciranno a rasserenarle, così Susan e Lynette decidono di accantonare i dissapori ed arredare assieme la nursery. Ora che Carlos sta per essere dimesso dalla clinica, Gabrielle vuole che Roy torni da Karen, perciò si reca da quest’ultima, ma Karen viene colpita da un collasso che la costringe a ricoverarsi in ospedale. Malgrado prometta a Karen di non coinvolgerlo, Gabrielle intavola il discorso con Roy, il quale visita Karen e le giura che affronteranno insieme questa dura battaglia contro il cancro. Lo strozzino di Ben perseguita Renee giorno e notte, ed una sera Mike, mentre Renee è all’ospedale da Ben, entra in casa sua dopo aver visto delle luci accese, trovandoci al suo interno lo strozzino nell’intento di mettere a soqquadro l’abitazione e col quale ingaggia un violento scontro fisico, al termine del quale il brutto ceffo ha la peggio e minaccia Mike di fargliela pagare. Orson non vede l’ora di partire con Bree per il Maine, ma Bree vorrebbe sostare prima nell’appartamento da scapolo di Orson per recuperare un cappello comprato quando erano ancora sposati. Siccome a casa sua è esposta la bacheca con le varie fotografie e i ritagli di giornale che documentano lo spionaggio a Bree, Orson, dopo aver cercato inutilmente di farle cambiare idea, entra di soppiatto nell’appartamento e si disfa dei suoi lavori poco prima che arrivi anche Bree. Quest’ultima, tuttavia, riesuma dalla pattumiera una fotografia che immortala lei, Susan, Lynette, Gabrielle e Carlos nella notte del delitto di Alejandro. Avendo afferrato la verità su Orson, che si giustifica con la scusante di aver tentato di troncare l'amicizia tra Bree e le sue amiche per averla tutta per sé, Bree, inorridita, gli ingiunge di non osare mai più farsi vivo, per cui Orson le dice addio telefonicamente, sottintendendo il suo volere di suicidarsi, dopodiché consegna alla polizia una busta contenente le prove che incastrano Bree nell’omicidio di Alejandro.
- Guest star: Kathryn Joosten (Karen McCluskey), Charles Carver (Porter Scavo), Joshua Logan Moore (Parker Scavo), Darcy Rose Byrnes (Penny Scavo), Orson Bean (Roy Bender), Kyle MacLachlan (Orson Hodge).
- Ascolti USA: telespettatori 8.210.000[15]

## Fatti scontati
- Titolo originale: You Take for Granted
- Diretto da: Jeff Greenstein
- Scritto da: Matt Berry

### Trama
Le casalinghe si ritrovano insieme dopo tanto tempo e finalmente si chiariscono: Bree racconta loro la vicenda di Orson, che ha cercato inutilmente di dividerle per interesse personale spedendole le lettere minatorie ed uccidendo Chuck. Carlos, totalmente disintossicato, riprende a lavorare, ma assume un comportamento a dir poco bizzarro: stacca agli ex dipendenti della sua azienda, da lui licenziati, dei proficui assegni con cui fare ammenda. Carlos medita infatti di lasciare il suo posto dopo aver preso atto che in tutti questi anni si è arricchito a spese di persone più umili, ma il dissenso di Gabrielle sulla sua decisione è molto resistente. Neanche lo spavento per ciò che sarebbe potuto capitare a Juanita, salita sul tetto di casa ad inseguire il suo gatto ma prontamente tratta in salvo da Carlos, basta a Gabrielle per appoggiare il marito nel suo nuovo percorso di vita. Intanto, Lynette organizza una fantastica festa di compleanno per Penny, che le viene sciupata quando si presenta Jane, invitata da Tom. Lynette s’imbuca in ogni fotografia che Jane prova a scattare con Penny, come ad avvisarla di non poter essere liquidata così facilmente, alche Jane, per ripicca, le svela che presto andrà a convivere con Tom, il quale pensa adesso di rivolgersi ad un avvocato divorzista per ufficializzare la separazione da Lynette. Karen è risoluta a non venir sconfitta dal cancro, perciò interpella Bree allo scopo di aiutarla a morire in maniera dignitosa. Dopo i tentennamenti di Bree, Karen decide di provvedere a modo proprio con una torta imbottita di farmaci e sedativi, ma Bree, ignara del fatto, ne mangia ben due fette, quindi fila dritto all’ospedale mentre riesce a convincere Karen a desistere dal suo obiettivo. Susan viene a sapere da Mike della sua questione irrisolta con lo strozzino di Ben e Renee, dunque consultano la polizia senza ricavarci nulla. Rincasati, Susan e Mike ricordano i bei momenti vissuti l’uno di fianco all’altra a Wisteria Lane, ma l’armonia viene tragicamente sospesa nel momento in cui lo strozzino, passando a gran velocità con una macchina, spara in pieno petto a Mike, che crolla a terra freddato dinanzi agli occhi sconcertati di Susan.
- Guest star: Kathryn Joosten (Karen McCluskey), Darcy Rose Byrnes (Penny Scavo), Andrea Parker (Jane), Orson Bean (Roy Bender), Michael Dempsey (Detective Murphy), Derek Webster (Detective Harrison).
- Ascolti USA: telespettatori 8.390.000[16]

## Amore e morte
- Titolo originale: Women and Death
- Diretto da: David Grossman
- Scritto da: Annie Weisman

### Trama
Wisteria Lane si stringe attorno a Susan per la drammatica perdita di Mike. Mentre ricorda come si sia sempre comportata da ragazza viziata con Carlos sin dalla scelta dell’abito nuziale fino a ritrovarsi nella condizione di madre esasperata, Gabrielle pensa a quando Mike, unico visitatore di Carlos alla clinica, le spiegò che Carlos non aveva voglia di farsi vedere da lei in quello stato perché fino ad allora era stato lui a doverla soddisfare, così Gabrielle, nel presente, decide di piantarla coi suoi capricci e sprona Carlos a lasciare il suo lavoro, se può renderlo felice. Lynette, invece, rammenta il suo primo appuntamento galante con Tom nel periodo in cui era una donna decisa e in carriera, poi di quando Tom la sorprese con l’acquisto della loro casa a Wisteria Lane, seguito da un ulteriore ricordo di Mike che esortò Lynette a non aspettare troppo a lungo per ritornare insieme a Tom, perciò Lynette, rinfrancata, si convince a riprenderselo. Nel frattempo, la polizia, dopo aver aperto la busta incriminata di Orson, reputandola attendibile, e autorizzato gli scavi nel cantiere di Ben dove viene rinvenuto il cadavere di Alejandro, convoca Bree alla centrale. Grazie alla “maschera” che si è autoimposta sin dalla più giovane età per dissimulare le sue vere emozioni e tenere in pugno gli uomini, come fece a suo tempo con Rex durante la loro infelice vita coniugale, Bree riesce a superare il colloquio tranquillamente e viene lasciata libera di andare, ma un detective propone di far esaminare la tazza da cui Bree ha bevuto per verificarne le impronte digitali. A Susan, nel bel mezzo del funerale di Mike, vengono in mente due diversi momenti passati col suo amato: quando fu la loro prima notte di nozze e Mike le dedicò l’unica poesia che conosceva, e poi quando lei e Mike illustrarono ad MJ il vero significato del Paradiso. Susan, allora, prende parola e dà il suo commiato a Mike declamando un toccante discorso sulla semplicità e la bontà d’animo del defunto marito. Lynette, Bree e Gabrielle, alla fine della cerimonia, consolano l’oramai vedova Susan, giurandole di aiutarla nel suo difficilissimo e sofferente futuro senza Mike. Nel frattempo, le analisi della polizia hanno accertato che le impronte di Bree coincidono con quelle trovate sul cadavere di Alejandro. 
- Guest star: Kathryn Joosten (Karen McCluskey), Tuc Watkins (Bob Hunter), Mason Vale Cotton (M.J. Delfino), Andrea Bowen (Julie Mayer), Rebecca Wisocky (Madre di Bree), José Zúñiga (Detective Heredia), Michael Dempsey (Detective Murphy), Ned Schmidtke (Reverendo Lawson), Andrea Parker (Jane), Lupe Ontiveros (Juanita 'Mama' Solis), Steven Culp (Rex Van De Kamp).
- Ascolti USA: telespettatori 9.030.000[17]

## Occasioni
- Titolo originale: Any Moment
- Diretto da: Randy Zisk
- Scritto da: Sheila Lawrence

### Trama
Susan accontenta tutti i capricci di MJ perché ritiene che gli vada dato il tempo per rielaborare il lutto per la morte del padre Mike. Quando MJ colpisce addirittura la propria insegnante con una pinzatrice e Susan, chiamata dalla scuola, se la prende anch’essa con la maestra per non provare un granello di compassione per ciò che la sua famiglia sta passando, Susan, capendo di stare dando di matto come il figlio, trova un modo salutare per far smaltire la rabbia a sé stessa ed a MJ: distruggere dei vasetti di marmellata. Carlos, intanto, ha rassegnato le dimissioni, ma Gabrielle vuole mantenere rigido il proprio status sociale, così deve cercarsi un buon lavoro, ma, non possedendo alcuna qualifica nel suo curriculum, l’impresa sembrerebbe impossibile da completare. Gabrielle sfoga la sua frustrazione in un negozio di abbigliamento in cui dà spettacolo comprando innumerevoli capi ed abbinandoli perfettamente tra loro, ma, dopo che Carlos la obbliga a restituire fino all’ultimo vestito, il proprietario del magazzino, strabiliato dalle capacità stilistiche di Gabrielle, le offre un posto da personal shopper. Lynette, con la complicità di Penny che si dirige al concerto di Taylor Swift insieme a Jane, orchestra una messinscena in casa, simulando un black-out elettrico e scaldando l’atmosfera con moltissime candele profumate, per riconquistare Tom. Durante un tuffo nei ricordi del loro matrimonio, Tom si brucia inavvertitamente la manica della camicia e Lynette accende istintivamente la luce, scoperchiando l’inganno. Tom, però, seppur arrabbiato con Lynette, rifiuta la compagnia di Jane a letto per riflettere sui propri sentimenti. Nel frattempo, Bree viene visitata dal figlio Andrew, il quale, con sua grande sorpresa, le introduce la sua fidanzata e futura moglie, Mary Beth. Il passato da omosessuale di Andrew, tuttavia, desta dei dubbi in Bree, che trovano conferma quando scopre che Mary Beth è un’ereditiera e che quindi il volere di Andrew è quello di sposarla e impadronirsi delle sue ricchezze. Bree, allora, progetta una festa di fidanzamento invitando tutti gli amici omosessuali di Andrew in modo tale da smascherarlo, ma Mary Beth afferma di essere consapevole dell’orientamento di Andrew, che intende ugualmente sposare per avere al suo fianco un uomo. Bree riesce a dissuaderla dalla sua scelta, che non sarebbe giovevole né per lei, né per Andrew. Quest’ultimo, incitato dalla madre, le promette di trattenersi da lei finché non avrà rimesso in sesto la sua vita. In tutto ciò, proprio la sera della proposta di matrimonio di Ben a Renee, la polizia interroga Ben sul ritrovamento del cadavere di Alejandro nel suo cantiere, ma la faccenda pare venir chiusa e archiviata. Bree telefona Ben per congratularsi di averla passata liscia, ma il detective Murphy, vecchio amico di Chuck volenteroso di sbattere in cella Bree, intercetta la chiamata.
- Guest star: Darcy Rose Byrnes (Penny Scavo), Mason Vale Cotton (M.J. Delfino), Andrea Bowen (Julie Mayer), Ashley Austin Morris (Mary Beth), José Zúñiga (Detective Heredia), Michael Dempsey (Detective Murphy), Matt Winston (Lazaro), Molly Hagan (Gillian), Mary Pat Gleason (Signora Butters), Andrea Parker (Jane), Shawn Pyfrom (Andrew Van De Kamp).
- Ascolti USA: telespettatori 8.810.000[18]

## Risvolti inaspettati
- Titolo originale: With So Little to Be Sure Of
- Diretto da: Tara Nicole Weyr
- Scritto da: Marco Pennette

### Trama
Durante la festa di addio al nubilato di Renee, la polizia arresta Bree per l’omicidio di Ramon Sanchez, ma, mancando il movente del crimine e avendo Bob pagatole la cauzione, Bree viene rilasciata nel giro di poche ore. Carlos vuole costituirsi per impedire che Bree, vittima delle circostanze, sia l’unica a pagare le conseguenze delle sue azioni, ma Gabrielle gli suggerisce di rimanere in silenzio e aspettare che la situazione si sgonfi da sola, soprattutto perché le prove a discapito di Bree sono deboli. Intanto, mentre aiuta Susan a sbarazzarsi degli effetti personali di Mike, Lee trova una cassetta sigillata che potrebbe stare a racchiudere qualcosa di compromettente sull’uomo. Susan implora però Lee di mostrarle il contenuto della scatola: tra i vari oggetti, Susan scopre un libretto degli assegni in vigore da 8 anni da cui, per ogni mese fino alla morte di Mike, è stato inviato del denaro destinato ad una certa Jennie Hernandez, aggiunto a dei disegni apparentemente creati da un bambino. Susan deduce immediatamente che Mike avesse una seconda famiglia da dover mantenere a sua insaputa, così viene accompagnata da Julie all’indirizzo degli assegni, ovvero una comunità di autistici adulti gestita dalla sopracitata Jennie, dove Susan e Julie capiscono che i soldi di Mike servivano per sua sorella mentalmente ritardata, di nome Laura. A casa, Susan decide che da adesso in avanti sarà lei ad occuparsi del mantenimento di Laura, mentre Julie, leggendo alcune lettere di Adele, madre di Mike, in cui la donna parlava di Laura riferendosi a lei come un “inconveniente”, si rende conto di non voler commettere lo stesso errore di Adele e di tenere la sua bambina. Nel frattempo, i primi giorni di lavoro da personal shopper di Gabrielle sono piuttosto duri, visto che le altre sue colleghe già hanno la loro lista di clienti, perciò, su consiglio del suo capo, Gabrielle si sposta al reparto maschile per sedurre gli uomini, fingendosi single e inducendoli a comprare abiti costosi. La mossa riscuote un enorme successo, tanto che Gabrielle offre una cena a Carlos in un ristorante, nel quale incrocia un suo cliente a cui fa credere che Carlos sia suo fratello. Carlos lascia il locale offeso, ma Gabrielle riesce a calmarlo biasimando il tempo in cui lui approfittava della sua bellezza per far colpo sui suoi di clienti. Ricorre il compleanno di Tom, e Jane esige che Tom consegni a Lynette i documenti del divorzio per porre fine una volta per tutte alla questione, ma Tom continua a rimandare il momento, pertanto è la stessa Jane a portarli a Lynette, la quale, presa alla sprovvista, tira addosso a Jane dell’impasto di torta che stava preparando per Tom, poi arriva da quest’ultimo e gli rende il compito facile, controfirmando il documento. In macchina, Lynette si abbandona ad un pianto disperato. Bree consulta Trip Weston, un ottimo avvocato penalista che dimostra all’istante il suo talento, nell’imminente processo, ma Weston, inizialmente, si rifiuta perché considera quello di Bree un caso noioso privo di divertimento. Nel contempo, Murphy e il suo partner indagano su Sanchez per scoprire un possibile collegamento con Bree, e nell’albergo in cui alloggiò scovano una mappa di Fairview con, cerchiata in rosso, Wisteria Lane, dunque Murphy, bramoso di incastrare Bree per il trattamento riservato a Chuck, aggiunge a penna il suo indirizzo di casa. Alla luce del nuovo indizio contro di lei, Bree viene nuovamente convocata alla centrale, e proprio qui, mentre è in attesa di Bob in un evidente stato di nervosismo, s’imbatte in Trip, che, accorgendosi che l’innocenza di Bree non è poi così ovvia come pensava, accetta l’incarico di suo difensore. 
- Guest star: Tuc Watkins (Bob Hunter), Kevin Rahm (Lee McDermott), Andrea Bowen (Julie Mayer), José Zúñiga (Detective Heredia), Michael Dempsey (Detective Murphy), Matt Winston (Lazaro), Joel Murray (Alan), Andrea Parker (Jane), Scott Bakula (Trip Weston).
- Ascolti USA: telespettatori 8.490.000[19]

## Poteri e segreti
- Titolo originale: Lost My Power
- Diretto da: David Grossman
- Scritto da: Wendy Mericle

### Trama
Susan lavora intensamente alla costruzione di un go-kart a MJ per consentirgli di partecipare ad una gara scolastica tra padri e figli, ma MJ distrugge il veicolo, non tollerando di essere additato come “diverso” in quanto orfano di padre. Susan capisce allora di non potersi sostituire completamente alla figura paterna di Mike, così chiede l’aiuto dei suoi amici e vicini maschi, tra cui Tom, Ben, Bob e Lee, perché lavorino con MJ. Intanto, Lynette comincia a frequentare Gregg, il capo di Tom al quale prega di farlo lavorare nel weekend in maniera tale che salti il suo piccolo viaggio con Jane. Gregg accondiscende alle richieste di Lynette, e in effetti il piano pare sortire i suoi effetti poiché il rapporto tra Tom e Jane s’incrina notevolmente, ma Gregg si spinge un po' troppo oltre quando impone a Tom di partire per una lunga trasferta in India, della durata di un anno. Gabrielle cerca di entrare nelle grazie della facoltosa Doris Hammond, una cliente del suo negozio che ha ereditato il denaro dal ricco marito. Durante una cena organizzata da Gabrielle con Doris, Carlos consiglia all’anziana di donare in beneficenza i suoi soldi nell’attività di supporto per tossicodipendenti appena avviata dallo stesso Carlos, ma Gabrielle si vendica del marito per averle rubato la cliente arredando elegantemente il suo ufficio e dando quindi a Doris l’impressione che la sua donazione sia volta ad uno scopo ben più futile. Gabrielle ricorda poi a Carlos che, per quanto possa aspirare a diventare una persona diversa a livello morale, in realtà sarà sempre il famelico squalo pronto a tutto pur di ottenere ciò che vuole. Nel frattempo, Renee trova tra le carte di Ben un invito a comparire nell’ambito del processo a Bree, ma Ben preferisce non coinvolgerla in tutta questa brutta faccenda per proteggerla, mentre Trip esorta Bree a raccontargli ogni minimo dettaglio sulla sua vita dopo che, all’udienza preliminare, l’accusa ha presentato una lunga lista di uomini che Bree si è dissolutamente portata a letto durante la sua fase da scapezzata, ritenendo che tra questi rientri anche il fantomatico Ramon Sanchez, da lei poi brutalmente ucciso a sangue freddo. Susan, Lynette e Gabrielle, tuttavia, mettono in guardia Bree sui suoi crescenti sentimenti verso Trip, sospetto suffragato dal modo in cui Bree ne tesse le lodi.
- Guest star: Kevin Rahm (Lee McDermott), Tuc Watkins (Bob Hunter), Darcy Rose Byrnes (Penny Scavo), Mason Vale Cotton (MJ Delfino), Reed Diamond (Greg Limon), Christina Chang (D.A. Stone), Alyson Reed (Giudice Conti), Andrea Parker (Jane Carlson), Doris Roberts (Doris Hammond), Scott Bakula (Trip Weston).
- Ascolti USA: telespettatori 8.020.000[20]

## Processo a Bree
- Titolo originale: The People Will Hear
- Diretto da: David Warren
- Scritto da: Brian Tanen

### Trama
Julie teme che Porter voglia rimangiarsi la parola data di darle una mano con la loro bambina, perciò Susan ne discute col ragazzo e scopre che Porter sta svolgendo massacranti turni di lavoro per garantire a Julie e alla figlia un futuro. Susan propone quindi a Julie l’idea di trasferirsi con MJ da lei quando nascerà la piccola per permetterle di ultimare la laurea, mentre lei baderà alla bambina, ma ciò comporterebbe il suo trasloco dall’amata Wisteria Lane. Lynette convince Gregg ad annullare il viaggio di lavoro di Tom in India, ma ammette che tra di loro non è scoccato nulla. Quando Gregg insulta pubblicamente Lynette in ufficio, Tom gli sferra un pugno che causa il suo immediato licenziamento. Non mandando giù l’accaduto e avendo compreso che Tom è ancora innamorato di Lynette, Jane, con le lacrime agli occhi, decide per il suo bene di lasciare il loro appartamento. Tom ritorna a Wisteria Lane propenso a rimettere le cose a posto con Lynette, ma scorge quest’ultima dalla finestra venire svestita da un altro uomo e desiste dal suo intento, anche se, in verità, era Lee che stava togliendo l’orrendo abito da damigella d’onore di Lynette per il matrimonio di Renee. Intanto, Bree ha paura che Trip, di cui si sta lentamente infatuando, sia fidanzato con una giovanissima ragazza, Lyndsay, che è invece un’investigatrice privata che sta lavorando al suo caso. Alla vigilia del processo a Bree, nessuna delle casalinghe riesce a dormire, eccetto per Gabrielle, che sembra non essere per niente toccata dal fatto che Bree stia scaricando su sé stessa una colpa condivisa da tutte loro. L’indomani mattina, in tribunale, Trip chiama a deporre Susan, Lynette e Gabrielle riguardo alla cena a tappe, omettendo però il particolare sull’occultamento del cadavere di Alejandro. Proprio quando la fortuna gira dalla parte di Bree, l’accusa mette agli atti la lettera di suicidio che Bree scrisse tempo prima, nella quale dice che la convivenza col suo segreto è diventata insostenibile, e che rappresenta dunque un indizio pericoloso. Attraverso le indagini di Lyndsay, Trip scopre inoltre che la vittima, Ramon Sanchez, è il patrigno di Gabrielle, il che sta ad indicare un legame con Bree che certamente non agevola la sua posizione. Un litigio tra le sue figlie fa riflettere Gabrielle sull’enorme coraggio che Bree sta dimostrando nel coprire lei, suo marito e le loro amiche, così Gabrielle raggiunge Bree in tribunale e sancisce tutto il suo apprezzamento per ciò che sta facendo con un sincero abbraccio. 
- Guest star: Kevin Rahm (Lee McDermott), Charles Carver (Porter Scavo), Joshua Logan Moore (Parker Scavo), Darcy Rose Byrnes (Penny Scavo), Andrea Bowen (Julie Mayer), Reed Diamond (Greg Limon), Max Carver (Preston Scavo), Christina Chang (D.A. Stone), Brit Morgan (Lindsay), Alyson Reed (Giudice Conti), Andrea Parker (Jane Carlson), Scott Bakula (Trip Weston).
- Ascolti USA: telespettatori 9.220.000[21]

## L'amore di una vita
- Titolo originale: Give Me the Blame
- Diretto da: Larry Shaw
- Scritto da: Bob Daily

### Trama
Susan, Lynette, Bree e Gabrielle dispongono i propri servigi per assistere una Karen morente che desidera trascorrere i suoi ultimi giorni di vita a Wisteria Lane. Intanto, durante la sua deposizione in tribunale, Ben si rifiuta di rispondere circa la telefonata accusatoria tra lui e Bree captata dalla polizia, così viene incarcerato per oltraggio alla corte. Stufa di essere l’unica a non sapere cosa stia succedendo, Renee parla chiaro a Ben e scopre che la sera dell’omicidio è la stessa della cena itineraria lungo il quartiere, infatti Renee si ricorda di aver effettivamente visto Bree, in tarda notte, rincasare in atteggiamenti misteriosi. Il pubblico ministero, ascoltando la conversazione, minaccia Renee di rimpatriare Ben in Australia se non testimonierà contro Bree al processo, perciò Renee, con le mani legate, cede al ricatto. La situazione, adesso, è talmente gravosa che Trip, pur di far sciogliere Bree e strapparle qualche altra informazione che possa tornargli utile, la bacia appassionatamente, e Bree gli racconta dunque tutto l’andazzo della storia. Nonostante abbia giurato a Bree di non usare la sua rivelazione contro altre persone, Trip chiama alla barra dei testimoni Gabrielle, la quale, presa dal panico, sta per confessare la verità, quando Bree finge uno svenimento per rimandare l’udienza al giorno successivo. Alla sera, mentre Gabrielle mette a letto Karen, Carlos comunica alla moglie la sua intenzione di costituirsi il mattino dopo per sgravare da Bree tutte le accuse. Karen origlia di nascosto il loro discorso, per questo riesce a procurarsi un posto al processo da Trip e, nell’occasione, si prende lei stessa la colpa per l’assassinio di Alejandro, dato che non ha più niente da perdere: il procuratore ritira le accuse sia contro Bree, risultata innocente, sia contro Karen, che essendo malata terminale non può venire processata. Wisteria Lane festeggia l’assoluzione di Bree e Karen in casa Van de Kamp, dove Susan viene a sapere da Lee di aver trovato un compratore per la sua abitazione, mentre Bree caccia via Trip per il modo con cui le ha estorto la verità. Lynette incrocia per strada Tom, che non ha ancora consegnato l’istanza di divorzio perché ancora innamorato follemente di lei, e i due si baciano suggellando il loro nuovo inizio.
- Guest star: Kevin Rahm (Lee McDermott), Tuc Watkins (Bob Hunter), Kathryn Joosten (Karen McCluskey), Charles Carver (Porter Scavo), Darcy Rose Byrnes (Penny Scavo), Mason Vale Cotton (MJ Delfino), Andrea Bowen (Julie Mayer), Orson Bean (Roy Bender), Christine Estabrook (Martha Huber), Christina Chang (D.A. Stone), Alyson Reed (Giudice Conti), Wes Brown (Dr. Bailey), Lindsey Kraft (Jennifer), Patrika Darbo (Jean), Nike Doukas (Natalie Klein), Todd Weeks (Kent), Scott Bakula (Trip Weston).
- Ascolti USA: telespettatori 11.120.000[22]

## Fine della storia
- Titolo originale: Finishing the Hat

Scena finale della serie

- Diretto da: David Grossman
- Scritto da: Marc Cherry

### Trama
Susan mette al corrente Lynette, Bree e Gabrielle sul suo imminente addio a Wisteria Lane, mentre Katherine Mayfair ritorna a sorpresa nel quartiere, rivelando di aver chiuso la sua storia con Robin oramai da diverso tempo e di essere a capo di un’importante catena alimentare europea che sta per espandersi anche negli USA, così offre a Lynette l’incarico di direttore della sua filiale americana a New York. Considerato che si è appena rimessa con Tom, Lynette declina inizialmente la proposta di Katherine, ma poi cambia idea dopo aver incontrato una sua vecchia collega di lavoro al supermercato. Nel frattempo, Gabrielle consegue una grossa promozione che la tiene impegnata giorno e notte, e a sera inoltrata si ritira a casa con un regalo per Carlos, al quale, però, la scena ricorda, a ruoli invertiti, quella dei loro primi anni di matrimonio in cui lui compensava le sue manchevolezze a casa a suon di regalini costosi. Carlos, allora, assume un’avvenente giardiniera con cui richiamare alla memoria di Gabrielle della sua tresca amorosa con John Rowland, ma entrambi capiranno di essere persone totalmente differenti e di non voler commettere più gli stessi sbagli di un tempo. L’ora di Karen si avvicina e l’anziana donna sogna di morire ascoltando la sua canzone preferita, “Wonderful! Wonderful!” di Johnny Mathis, su di un giradischi, perciò prende due piccioni con una fava e contatta Trip per farseli recapitare, dando dunque a Bree la prova che Trip sia un uomo generoso e magnanimo. Arriva finalmente il giorno del matrimonio tra Renee e Ben, ma mentre Susan, Gabrielle, Renee e Julie sono in tragitto per giungere al locale, Julie ha le doglie e bagna inavvertitamente il vestito di Renee, per cui, intanto che Gabrielle e Renee piombano a rubarne uno nuovo di zecca, Susan scorta Julie all’ospedale. Al matrimonio, frattanto, Tom resta abbastanza deluso dal fatto che Lynette non sappia ancora anteporre il proprio benessere alla carriera, ma tramite un discorso in onore di Renee e Ben, Lynette tocca l’animo di Tom, che decide quindi di appoggiare la moglie. Trip dichiara il suo amore per Bree e i due si fidanzano, dopodiché Roy telefona Bree per avvertirla del decesso di Karen, morta sulle note della sua canzone proprio quando, in ospedale, Julie dà alla luce la sua bambina alla presenza di Susan, Lynette, Tom e Porter. Giorni dopo, le casalinghe si riuniscono da Lynette per quella che sarà la loro ultima partita insieme a poker, poiché, di lì a poco, ognuna di loro prenderà una strada che la porterà a separarsi dalle altre, nonostante si ripromettano di rivedersi in futuro: Lynette e Tom si trasferiranno a New York, dove Lynette dirigerà l’azienda di Katherine e accudiranno assieme i loro numerosi nipotini; Gabrielle aprirà un proprio sito web di moda che diverrà un vero e proprio programma televisivo di successo, e traslocherà in California con Carlos, Juanita e Celia; Bree e Trip, sposatisi, andranno a vivere due anni dopo nel Kentucky, in cui Bree, spinta da Trip, entrerà in politica venendone eletta membro del consiglio legislativo; Susan sarà la prima ad abbandonare il quartiere, col figlioletto MJ, per seguire Julie e la sua bambina, così, dopo essersi congedata da Jennifer, la nuova residente di casa sua, Susan si allontana lentamente da Wisteria Lane mentre i fantasmi delle persone morte nel corso della serie la osservano, a partire dal suo amato Mike per finire con la sua cara amica Mary Alice.
- Guest star: Kevin Rahm (Lee McDermott), Tuc Watkins (Bob Hunter), Kathryn Joosten (Karen McCluskey), Charles Carver (Porter Scavo), Darcy Rose Byrnes (Penny Scavo), Mason Vale Cotton (MJ Delfino), Andrea Bowen (Julie Mayer), Orson Bean (Roy Bender), Christine Estabrook (Martha Huber), Christina Chang (D.A. Stone), Alyson Reed (Giudice Conti), Wes Brown (Dr. Bailey), Lindsey Kraft (Jennifer), Patrika Darbo (Jean), Nike Doukas (Natalie Klein), Todd Weeks (Kent), Scott Bakula (Trip Weston), Dana Delany (Katherine Mayfair), Marc Cherry (traslocatore)
- Note: 
  - la canzone conclusiva è Wonderful, Wonderful! di Johnny Mathis.
  - uno dei traslocatori che porta via le cose di Susan è proprio Marc Cherry, il creatore della serie.
- Ascolti USA: telespettatori 11.120.000[22]